# Gmina Moravske Toplice
Moravske Toplice – gmina w Słowenii. W 2002 roku liczyła 6 151 mieszkańców.

## Miejscowości
Miejscowości wchodzące w skład gminy Moravske Toplice:

- Andrejci
- Berkovci
- Bogojina
- Bukovnica
- Čikečka vas
- Filovci
- Fokovci
- Ivanci
- Ivanjševci
- Ivanovci
- Kančevci
- Krnci
- Lončarovci
- Lukačevci
- Martjanci
- Mlajtinci
- Moravske Toplice – siedziba gminy
- Motvarjevci
- Noršinci
- Pordašinci
- Prosenjakovci
- Ratkovci
- Sebeborci
- Selo
- Središče
- Suhi Vrh
- Tešanovci
- Vučja Gomila